# Nico Mirallegro

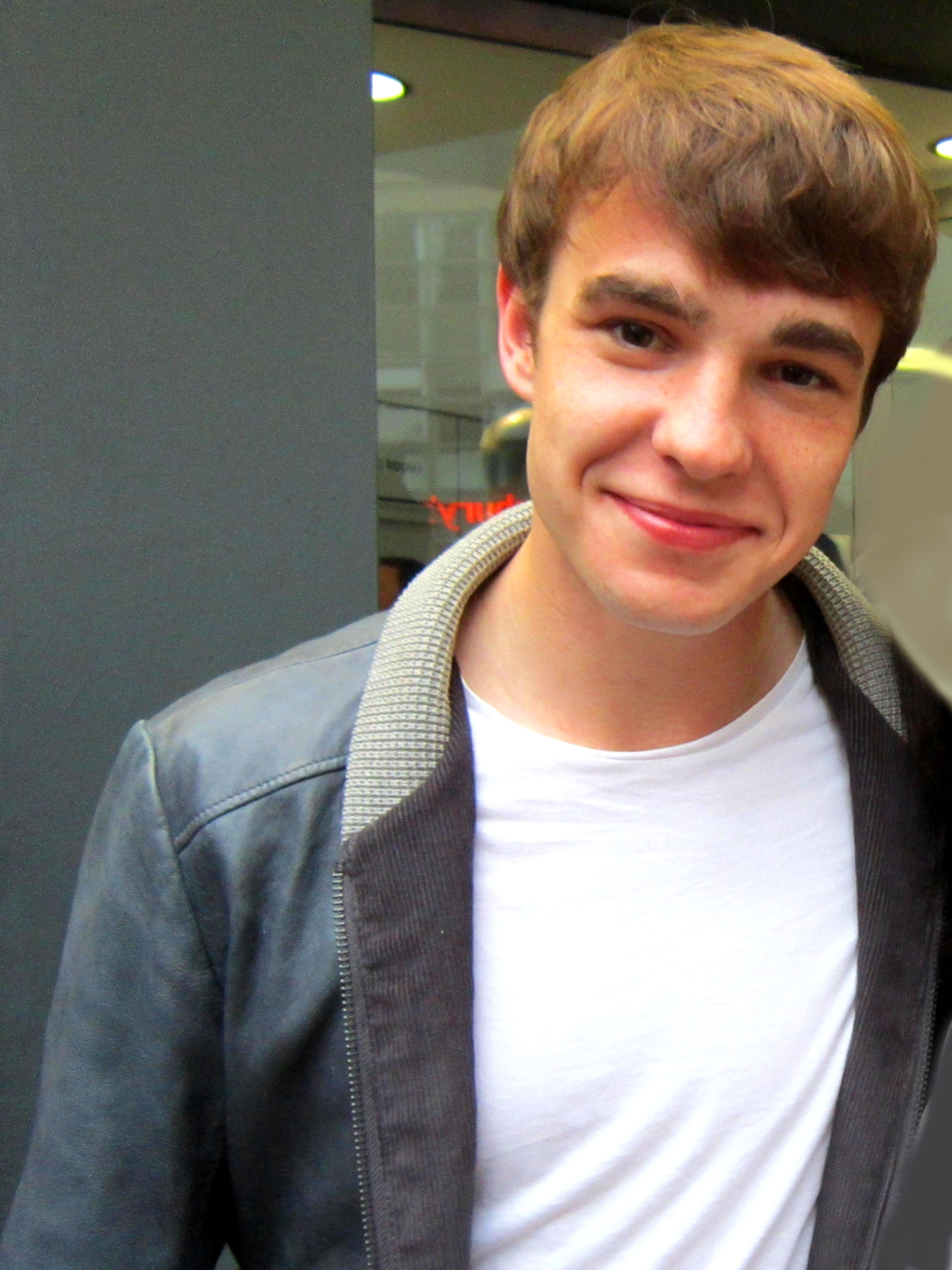
Nico Mirallegro (2013)

Nico Cristian Mirallegro (* 26. Januar 1991 in Manchester, Lancashire) ist ein britischer Schauspieler.

## Leben und Karriere
Nico Mirallegro wurde 1991 in Manchester geboren.
Seine Karriere als Schauspieler begann er 2007 in der Seifenoper Hollyoaks, in der er in 220 Episoden die Rolle des Emo-Teenagers Barry „Newt“ Newton übernahm. Es folgten Rollen in den Fernsehserien LOL, Doctors und Rückkehr ins Haus am Eaton Place.
Nach weiteren Fernsehrollen übernahm er 2012 in der Filmkomödie Spike Island die Rolle des Dodge. Danach übernahm Mirallegro Rollen in den Dramaserien My Mad Fat Diary und The Village. In der auf wahren Begebenheiten basierenden Miniserie Rillington Place – Der Böse verkörperte Mirallegro an der Seite von Tim Roth den unschuldig hingerichteten Timothy Evans. In der BBC-Fernsehserie Eine Frau an der Front war Mirallegro 2020 als Prof zu sehen.
Mirallegro war auch sporadisch als Hörspielsprecher für mehrere Hörspiele von BBC Radio 4 tätig, so unter anderem in My Dad Keith (2014), 79 Birthdays (2016) oder Over Here, Over There (2016).

## Filmografie (Auswahl)
- 2007–2010: Hollyoaks (Fernsehserie, 220 Episoden)
- 2008–2010: LOL (Fernsehserie, 8 Episoden)
- 2010: Doctors (Fernsehserie, 7 Episoden)
- 2010–2012: Rückkehr ins Haus am Eaton Place (Upstairs Downstairs, Fernsehserie, 8 Episoden)
- 2010, 2021: Moving On (Fernsehserie, 2 Episoden)
- 2011: Exile (Miniserie, 3 Episoden)
- 2011: The Body Farm (Miniserie, 1 Episode)
- 2012: Spike Island
- 2012: Last Tango in Halifax (Fernsehserie, 1 Episode)
- 2013–2014: The Village (Fernsehserie, 5 Episoden)
- 2013–2015: My Mad Fat Diary (Fernsehserie, 16 Episoden)
- 2014: Anita B.
- 2014: Common (Fernsehfilm)
- 2014: Shooting for Socrates
- 2015: The Ark (Fernsehfilm)
- 2016: The Pass
- 2016: The Habit of Beauty
- 2016: Rillington Place – Der Böse (Rillington Place, Miniserie, 3 Episoden)
- 2017: Murdered for Being Different (Fernsehfilm)
- 2017: Diana and I
- 2017: Goodbye Christopher Robin
- 2018: Peterloo
- 2020: Penance (Fernsehserie, 3 Episoden)
- 2020: Eine Frau an der Front (Our Girl, Fernsehserie, 6 Episoden)
- 2020–2021: The Beast Must Die (Fernsehserie, 3 Episoden)
- 2022: We Hunt Together (Fernsehserie, 5 Episoden)
- 2022: Ridley (Fernsehserie, 1 Episode)
- 2023: Spy/Master (Fernsehserie, 6 Episoden)